# Jaume IV Appiani d'Aragona
Jaume IV Appiani d'Aragona (Piombino [1459]-1510) fou fill de Jaume III Appiani d'Aragona.
Va ser capità de l'exèrcit napolità (1479-1483), de l'exèrcit del marquès d'Este (1483-1485), de l'exèrcit de la república de Siena (1495-1498), de l'exèrcit de la república de Florència (1498-1501), del rei de França (1501) i del rei Ferran de Catalunya-Aragó (1507). Fou senyor de Piombino i senyor de Scarlino, Populonia, Suvereto, Buriano, Abbadia al Fango, Vignale i de les illes d'Elba, Montecristo, Pianosa, Cerboli i Palmaiola del 22 de març de 1474 fins al 1501, i després des del 1503. El 1501 el territori fou ocupat per Cèsar Borja que el va abandonar el 1503, a la mort del Papa Alexandre IV. El 1502 fou visitat per Leonardo da Vinci que hi va tornar el 1504 per estudiar les fortificacions i reforçar-les. Va emetre moneda d'or fabricada a la seca de Marciano a Elba. Fou príncep del sacre imperi per diploma del 8 de novembre de 1509 en el qual el títol era "príncep al Piombino" superposant el nom del territori al del cognom (abans foren comtes Appiani, senyors de Piombino). Va morir a Piombino el 10 d'abril de 1510. Estava casat amb Vittoria Todeschini Piccolomini d'Aragona, filla d'Antonio, primer duc d'Amalfi, que va morir el 1518. Va deixar cinc fills: Jaume V Appiani d'Aragona, Batistona (dona d'Ottaviano Pallavicino, marquès de Tabiano i Bargone i comte de Borgo San Donnino), Isabel o Beatriu (casada amb Vespasià Colonna segon duc de Traetto i comte de Fondi, morta el 1525), Gerolamo d'Elba i Fiammetta(casada amb el comte Francesco Rangoni).